# Erika Nagel (Malerin)

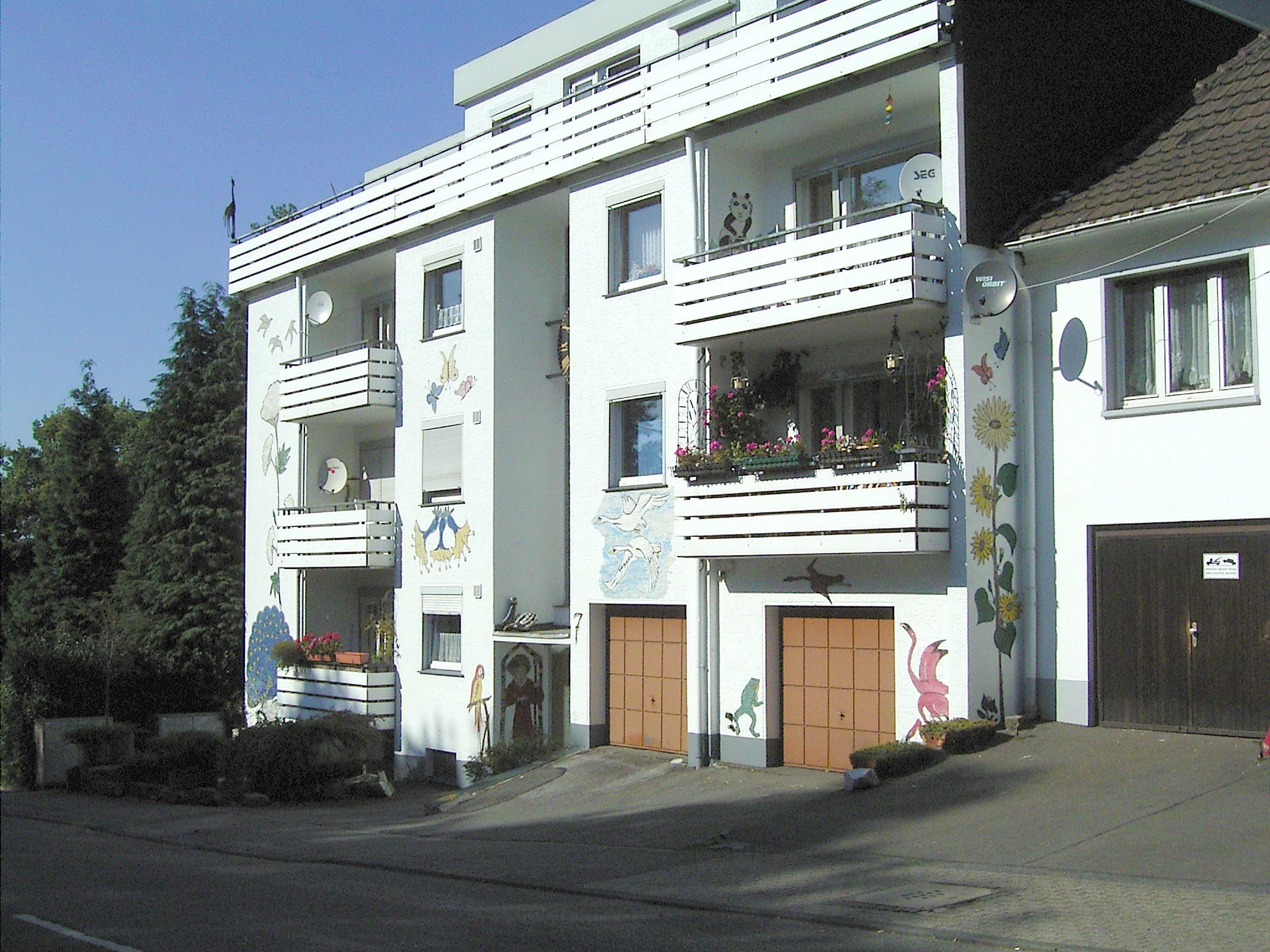
Das Haus in der Freyastraße, in dem sie wohnte, ist mit zahlreichen Tiermotiven versehen.

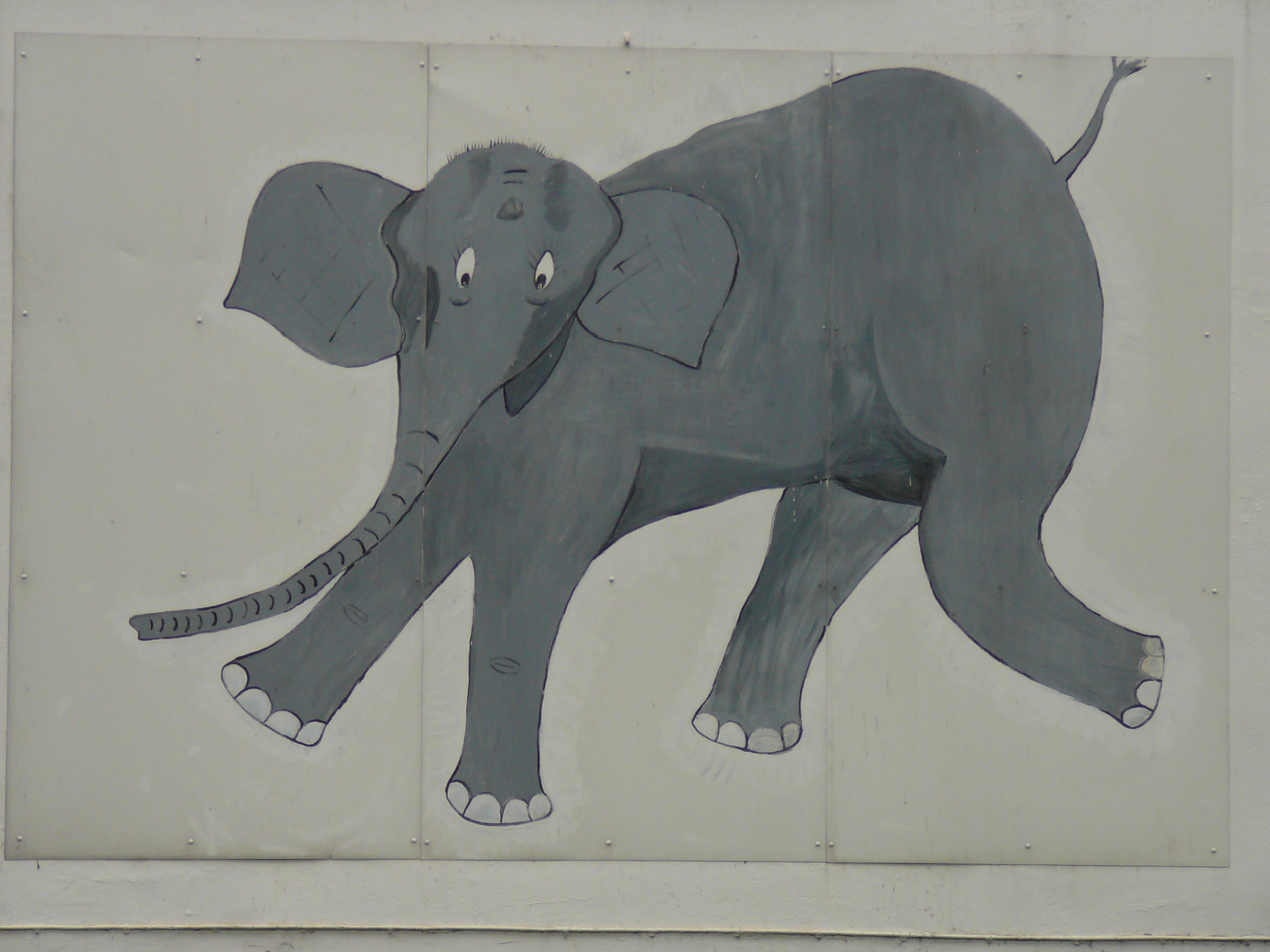
Bild des „Tuffi“

Erika Nagel, geb. Geilhaupt (* 10. August 1920; † 28. März 2007 in Wuppertal) war eine deutsche Malerin.

## Leben
Erika Nagel ist im heutigen Wuppertal geboren, sie zog später mit ihrem Ehemann nach Stuttgart. Nach ihrer Scheidung kehrte sie mit ihren beiden Söhnen nach Wuppertal zurück.
Sie machte sich in den 1970er Jahren einen Namen, indem sie die Mauern des Wupperufers im Wuppertaler Stadtgebiet mit zahlreichen Tier- und Ländermotiven verzierte. Sie bemalte zunächst die Betonschürzen der Pfeiler der Schwebebahn auf der Sonnborner Straße. Viele Bürger Wuppertals erfreuten sich an den bunten Malereien. Aber auch massive Kritik an der naiven Malerei auf den Natursteinmauern des Wupperufers führte zu einer öffentlichen Diskussion, die die Bürger in zwei Lager teilte. Der amtierende Oberbürgermeister Gottfried Gurland stellte sich im Februar 1979 in der Fernsehsendung „Mittwochs in …“ des Westdeutschen Rundfunks in den Zoosälen auf die Seite der anwesenden Malerin. Er antwortete auf die Frage des Moderators Manfred Erdenberger nach der Legitimation der Wupperufermalerin: „Aber natürlich darf Erika Nagel malen.“
Noch während der Sendung ging breiter Zuspruch aus der Bevölkerung ein. Im Anschluss wurden ihr 150 kg Farbe für weitere Malereien gespendet. So entstanden zahlreiche Bilder wie beispielsweise ein einige Meter langer Blauwal in Barmen, Rehe, Hasen und Hirsche an der Pestalozzistraße. Am Sonnborner Ufer vor dem Stadion am Zoo entstanden Länderbilder zu den Themen Vereinigtes Königreich, Niederlande, Japan, Frankreich und Deutschland und das Gemälde des Tuffi an der Stelle in Unterbarmen, an der der Elefant aus der Schwebebahn gesprungen war.
Viele Gemälde am Wupperufer wurden im Laufe der Zeit durch Pflanzen überwuchert oder verblassten. Von Zeit zu Zeit frischte Nagel die Bilder wieder auf. Dies tat sie, bis zuletzt 2001 ihre Gesundheit es nicht mehr zuließ. Erika Nagel starb am 28. März 2007 im Alter von 86 Jahren.
Die Band Striekspöen, die in Wuppertaler Mundart singt, widmete ihr noch zu Lebzeiten ein Lied.
Mit Erlaubnis der Oberbürgermeister Peter Jung und später Andreas Mucke frischt der Sohn von Nagel die Bilder von Zeit zu Zeit auf.